# Elephantidae
Los elefantes o elefántidos (Elephantidae) son una familia de mamíferos placentarios del orden proboscideos. Antiguamente se clasificaban, junto con otros mamíferos de piel gruesa, en el orden, ahora inválido, de los paquidermos (Pachydermata). Existen hoy en día tres especies y diversas subespecies. Entre los géneros extintos de esta familia destacan los mamuts.

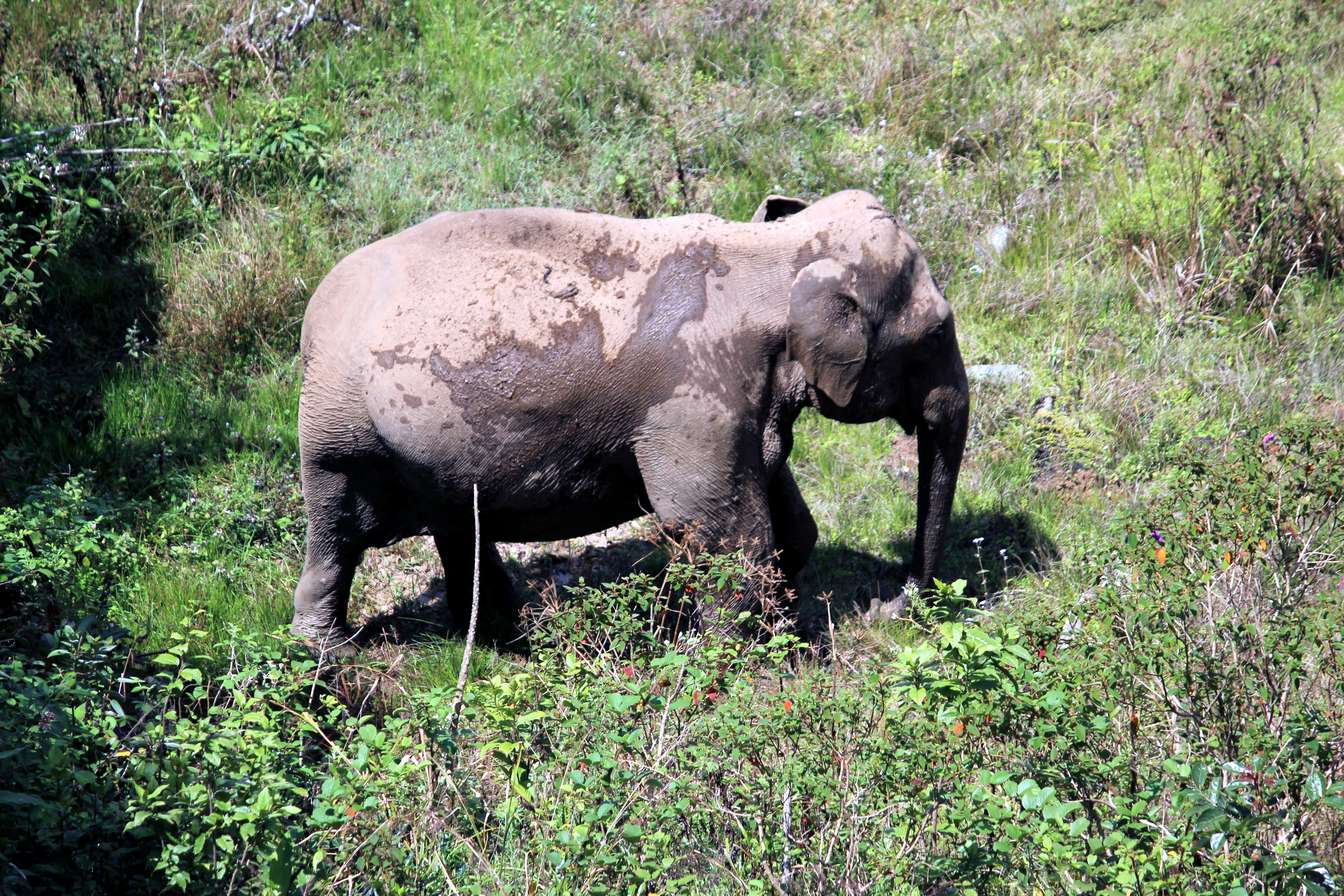
Elefante salvaje indio del bosque de Marayoor, Munnar, Kerala.

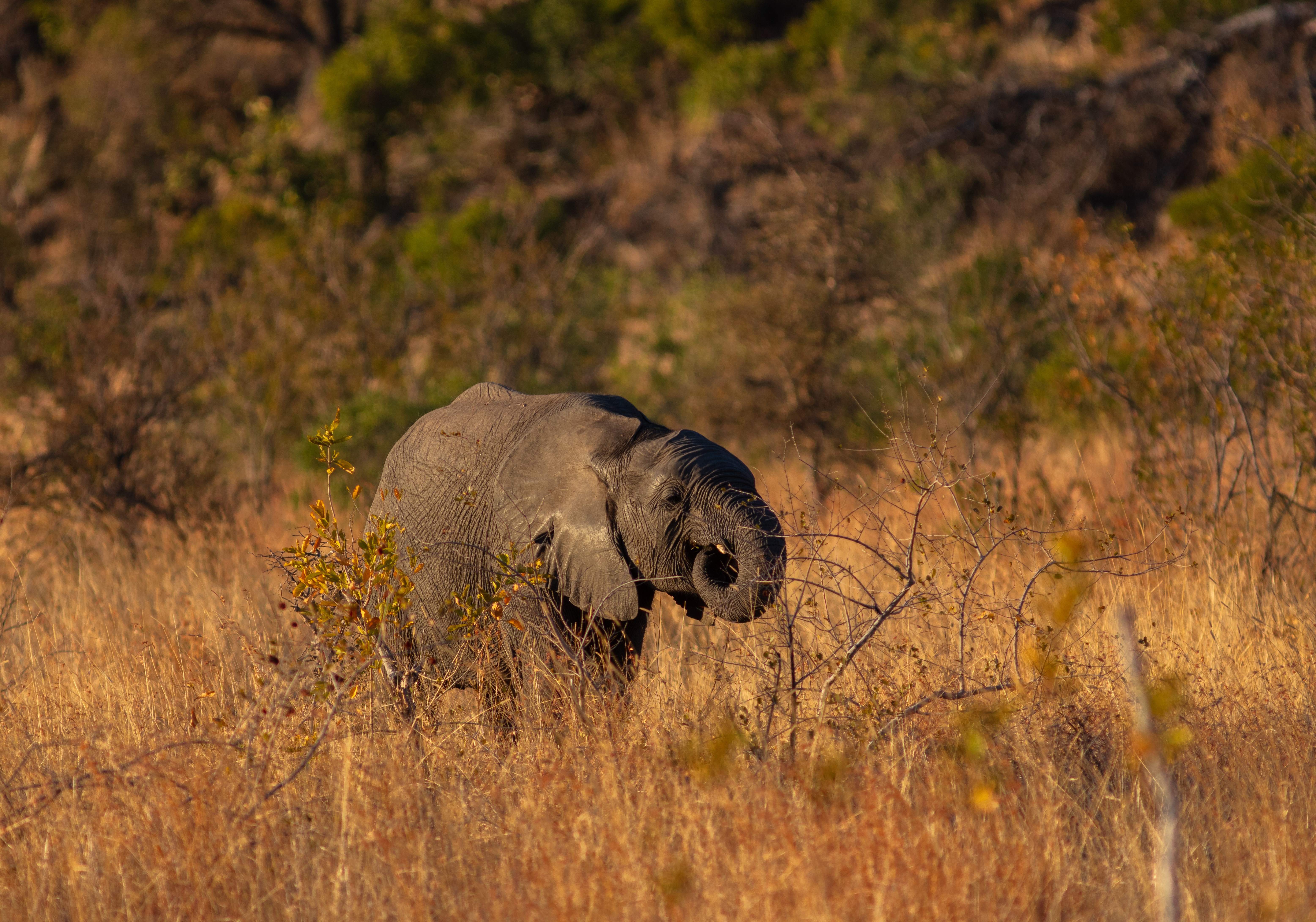
Cría de elefante africano de sabana (Loxodonta africana), parque nacional Kruger, Sudáfrica.

Los elefantes son los animales terrestres más grandes que existen en la actualidad. El periodo de gestación es de veintidós meses, el más largo en cualquier animal terrestre. El peso al nacer usualmente es 118 kg. Normalmente viven de cincuenta a setenta años, pero registros antiguos documentan edades máximas de ochenta y dos años. El elefante más grande que se ha cazado, de los que se tiene registro, pesó alrededor de 11 000 kg (Angola, 1956), alcanzando una altura en la cruz de 3,96 m, un metro más alto que el elefante africano promedio. El elefante más pequeño, de alrededor del tamaño de una cría o un cerdo grande, es una especie prehistórica que existió en la isla de Creta, Elephas creticus, durante el Pleistoceno.
Con un peso de 5 kg, el cerebro del elefante es el más grande de los animales terrestres. Se le atribuyen una gran variedad de comportamientos asociados a la inteligencia como el duelo, altruismo, adopción, juego, uso de herramientas, compasión y autorreconocimiento. Los elefantes pueden estar a la par con otras especies inteligentes como los cetáceos y algunos primates. Las áreas más grandes en su cerebro están encargadas de la audición, el gusto y la movilidad.

## Géneros actuales

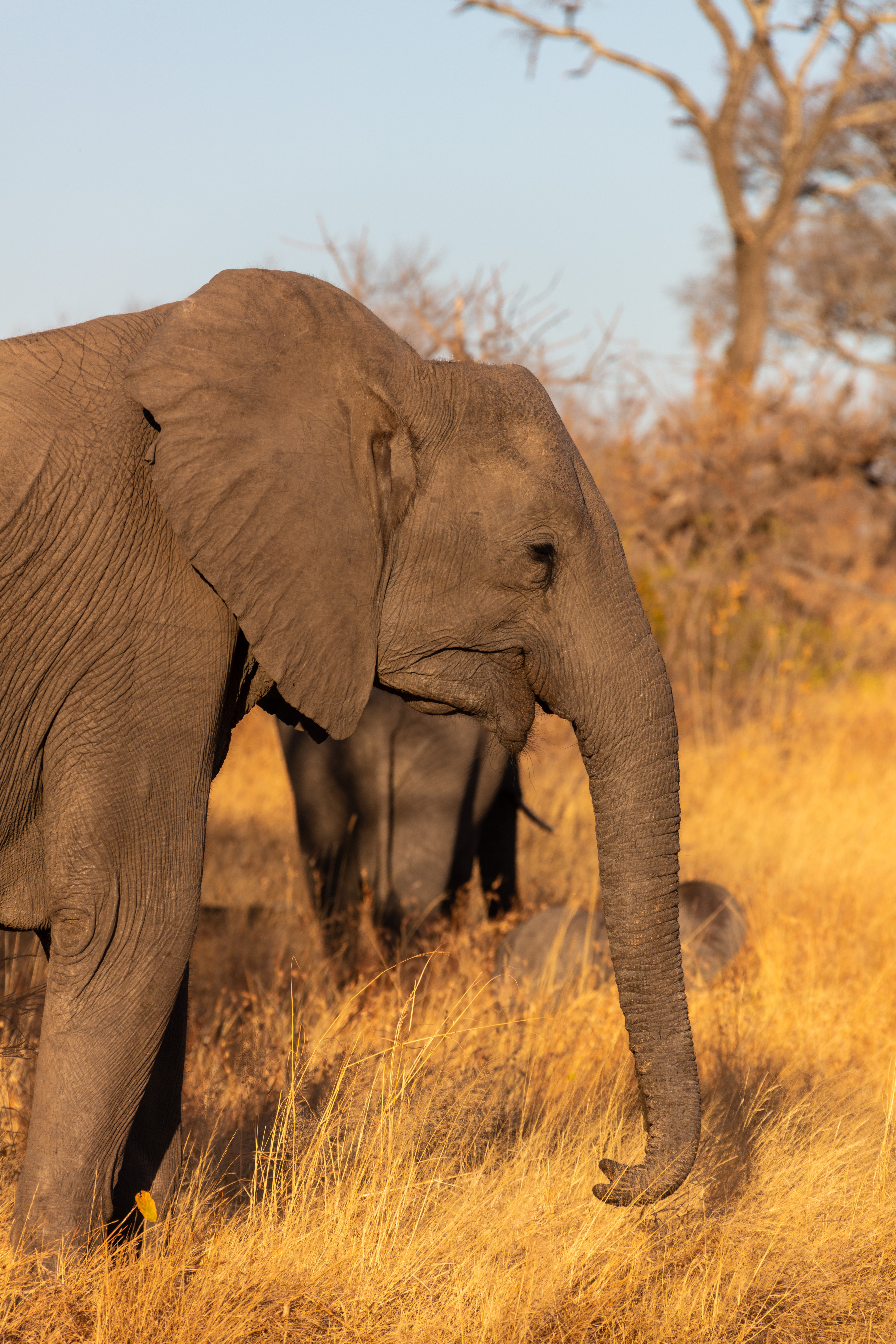
Detalle de la cabeza de un elefante africano

Los elefantes actuales se clasifican en dos géneros distintos, Loxodonta (elefantes africanos) y Elephas (elefantes asiáticos), pertenecientes a dos tribus distintas. Clásicamente se reconocían dos especies, una en cada género, pero actualmente hay un debate entre los científicos sobre si las dos subespecies africanas son en realidad dos especies distintas, en cuyo caso serían en total de tres especies de elefantes. Se reconocen las siguientes especies y subespecies:
- Elefantes africanos (Loxodonta).

Loxodonta africana - elefante africano de sabana o matorral.
Loxodonta cyclotis - elefante africano de la selva.
Loxodonta adaurora †
Loxodonta africana pharaoensis †
Loxodonta atlantica †
Loxodonta exoptata †
- Elefantes asiáticos (Elephas)

Elephas maximus. Una sola especie con tres subespecies vivas:
Elephas maximus maximus - elefante de Sri Lanka.
Elephas maximus indicus - elefante indio.
Elephas maximus sumatranus - elefante de Sumatra.
Elephas maximus asurus †
Elephas maximus rubridens †
Elephas antiquus †
Elephas beyeri †
Elephas celebensis †
Elephas chaniensis †
Elephas creticus †
Elephas creutzburgi †
Elephas cypriotes †
Elephas ekorensis †
Elephas falconeri †
Elephas iolensis †
Elephas melitensis †
Elephas mnaidriensis †
Elephas namadicus †
Elephas naumanni †
Elephas planifrons †
Elephas platycephalus †
Elephas recki †
El elefante de Borneo (Elephas maximus borneensis) y el elefante de Malasia (Elephas maximus hirsutus) se clasifican actualmente como Elephas maximus indicus.

## Características y comportamiento de las especies actuales

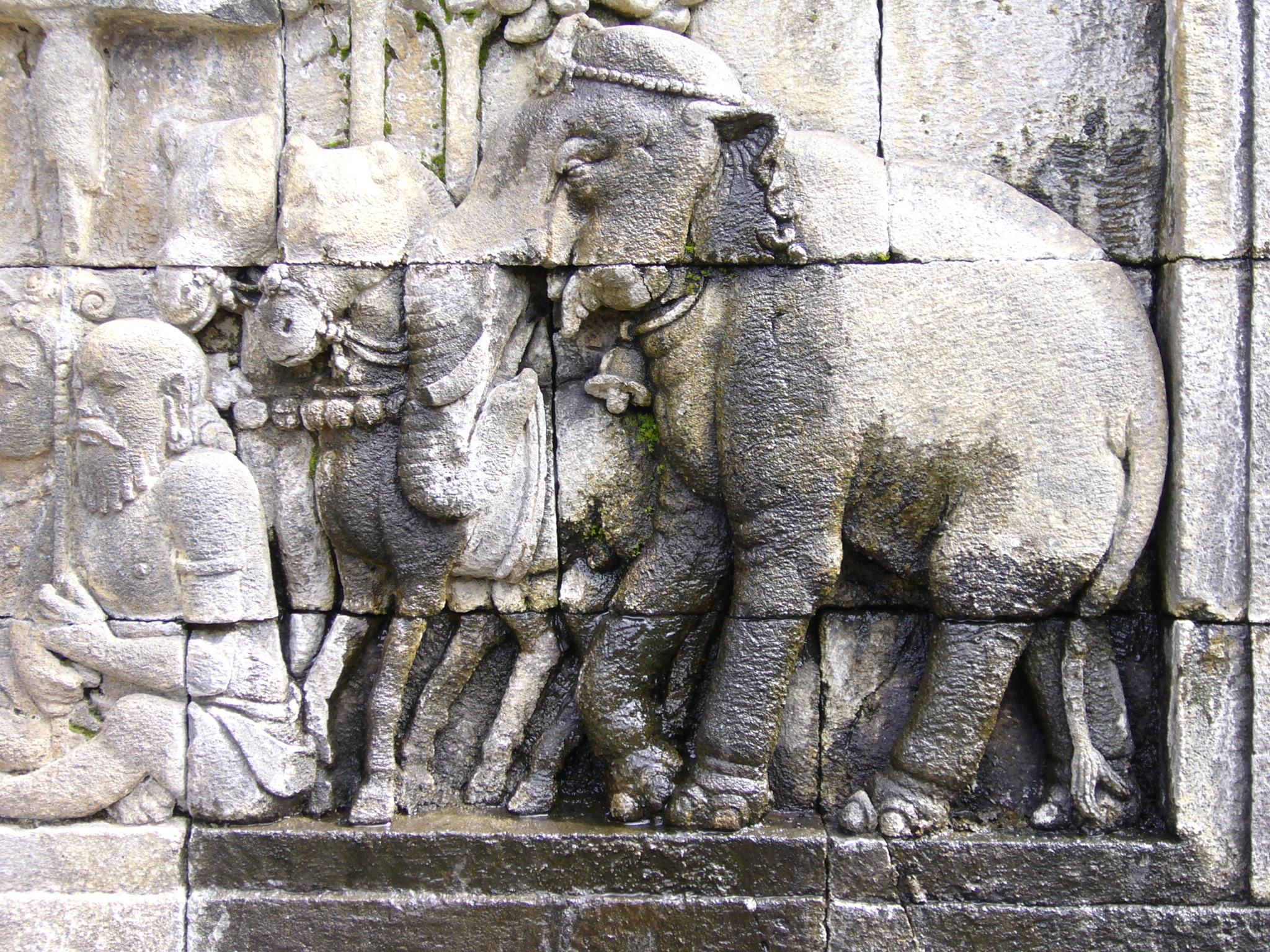
Escultura de elefante, en el conjunto de Borobudur, Indonesia.

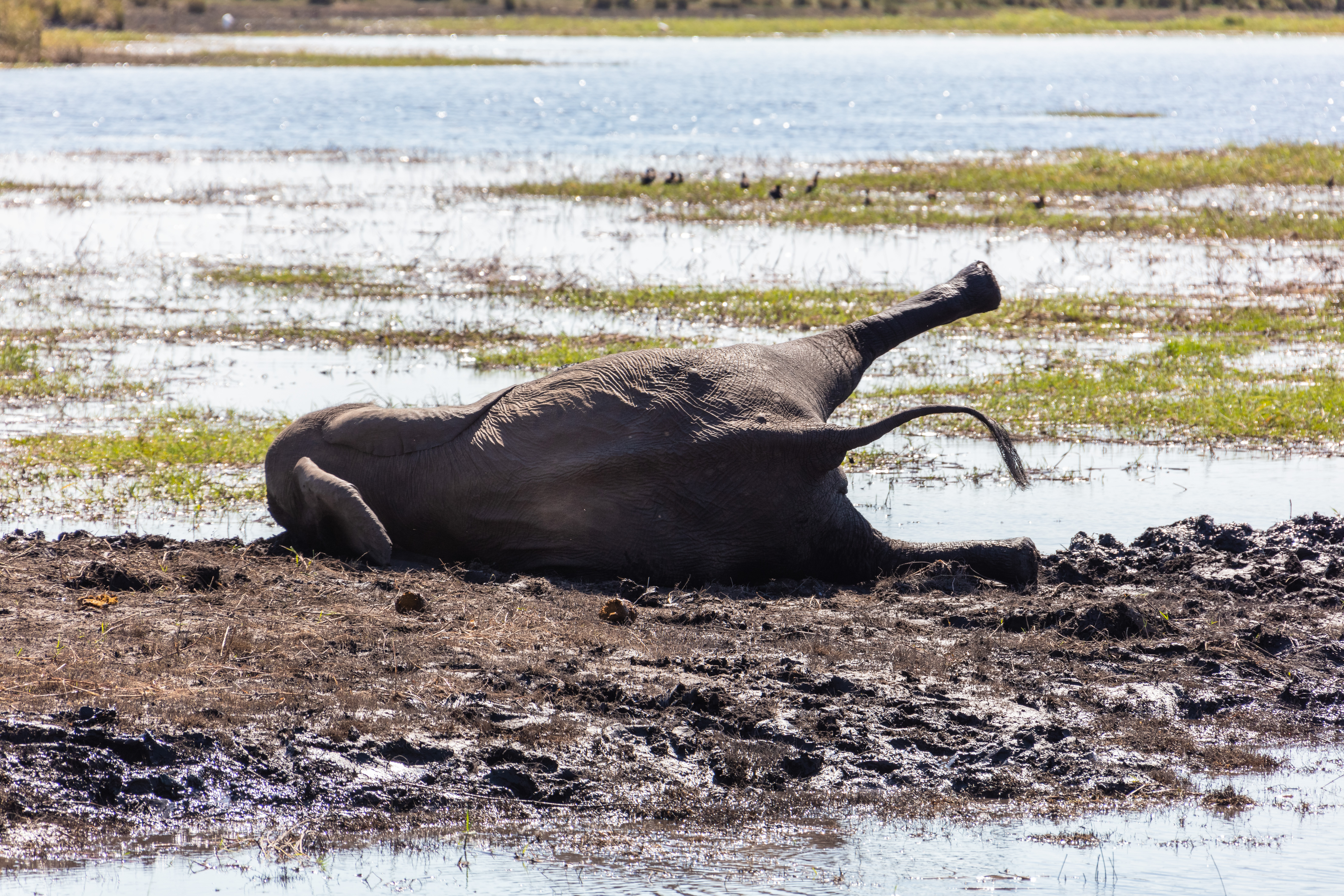
Ejemplar frotándose la espalda en el parque nacional de Chobe, Botsuana.

Presentan una prolongación nasal muy desarrollada, denominada probóscide (comúnmente conocida como trompa) que, gracias a su desarrollada musculatura (tiene 150 000 músculos), les da una gran movilidad y sensibilidad. La trompa es la fusión de la nariz y el labio superior del elefante, y le sirve para muchas cosas, además de respirar y oler:
- Es tan sensible que puede distinguir formas y texturas al tocar algo.
- Emite sonidos (barritos) de diferentes tipos, incluyendo infrasónicos.
- Con ella recoge comida, ya sea del suelo o de hasta 6 o 7 m de altura.
- La usan para aspirar agua, que luego ponen en su boca para beber o echan en su cuerpo para refrescarse.
- A lo largo de la trompa corre el canal nasal, y como tiene el mejor olfato del mundo, la levantan en el aire a fin de percibir olores lejanos.

Los elefantes también poseen colmillos, que en realidad son incisivos; salen de su mandíbula superior y crecen curvos a los lados de la trompa. Les sirven para abrir camino, marcar árboles (una forma de señalar su territorio), escarbar y para atacar y defenderse en caso necesario. Los colmillos de elefante son una gran fuente de marfil, pero debido a la creciente rareza de los elefantes, casi toda la cacería y tráfico son ahora ilegales. Sin embargo, al no existir los recursos necesarios para conseguir que se cumpla la ley, se sigue comerciando con los colmillos de los elefantes en el mercado negro. Esto implica que la matanza de elefantes de forma desaforada sigue teniendo lugar en la actualidad para alcanzar semejante finalidad. Los colmillos del elefante pueden pesar hasta 120 kg y tener hasta 3 m de longitud, aunque lo habitual es que midan menos de un metro. Estos colmillos no son dientes caninos, sino incisivos extremadamente largos y el marfil es la dentina que los forma.
Otra de las características principales de los elefantes es que poseen unos grandes pabellones auditivos (mayores en el elefante africano que en el asiático). La principal función de estas orejas es la termorregulación del animal. Al estar muy vascularizadas permiten un correcto enfriamiento de la sangre, que en animales de ese volumen sería difícil conseguir por otros medios. También es capaz de percibir sonidos infrasónicos, lo cual le permite comunicarse con individuos situados a varios kilómetros de distancia. Estos sonidos, con frecuencias de tan solo cinco hercios (imposibles de escuchar para el hombre), se transmiten por aire y tierra, pudiendo ser detectados mediante las patas antes de llegar al oído del animal, al ser la velocidad de propagación del sonido mayor en el suelo que en el aire. Este desfase en la recepción del sonido podría servir al elefante para estimar la distancia a la que se encuentra su congénere. Recientemente, en una investigación publicada en 2023 por Nature, Ecology & Evolution, se logró demostrar que algunas de estas secuencias de infrasonido inaudibles para los humanos cumplen el papel de «nombres propios» con los que identifican y llaman a individuos particulares en la manada.
Se alimentan casi exclusivamente de hierbas, cortezas de árboles y algunos arbustos, de los que pueden llegar a ingerir doscientos kilogramos en un día. Son los mamíferos terrestres más grandes en la actualidad, en orden a su talla y peso. Un macho adulto africano puede llegar a pesar 7500 kg, aunque el récord conocido es de 11 000 kg. Viven generalmente hasta los sesenta, setenta años (en ocasiones superan los setenta años) aproximadamente. No se conoce exactamente un récord de edad para un elefante en libertad; se estima que en muy raras ocasiones han podido superar los noventa años de edad. En cautiverio el récord lo tiene el famosísimo elefante asiático Lin Wang, que sirvió para las Fuerzas Chinas Expedicionarias en la segunda guerra sino-japonesa además de participar en otras misiones militares y «conocer» a los altos cargos del ejército chino, como Sun Li-yen. Falleció con ochenta y seis años de edad en 2003.
El elefante produce una variada gama de sonidos, con los cuales expresa diversas emociones. El más conocido es el barrito, que hace cuando está asustado.[cita requerida]
Varios estudiantes de cognición de elefantes y neuroanatomía están convencidos de que los elefantes son muy inteligentes y conscientes de sí mismos. Otros impugnan esta opinión.
El elefante africano es el mamífero con el tiempo de gestación más largo, aproximadamente veintidós meses, y pesa unos 115 kg al nacer.[cita requerida]

## Realidades y mitos

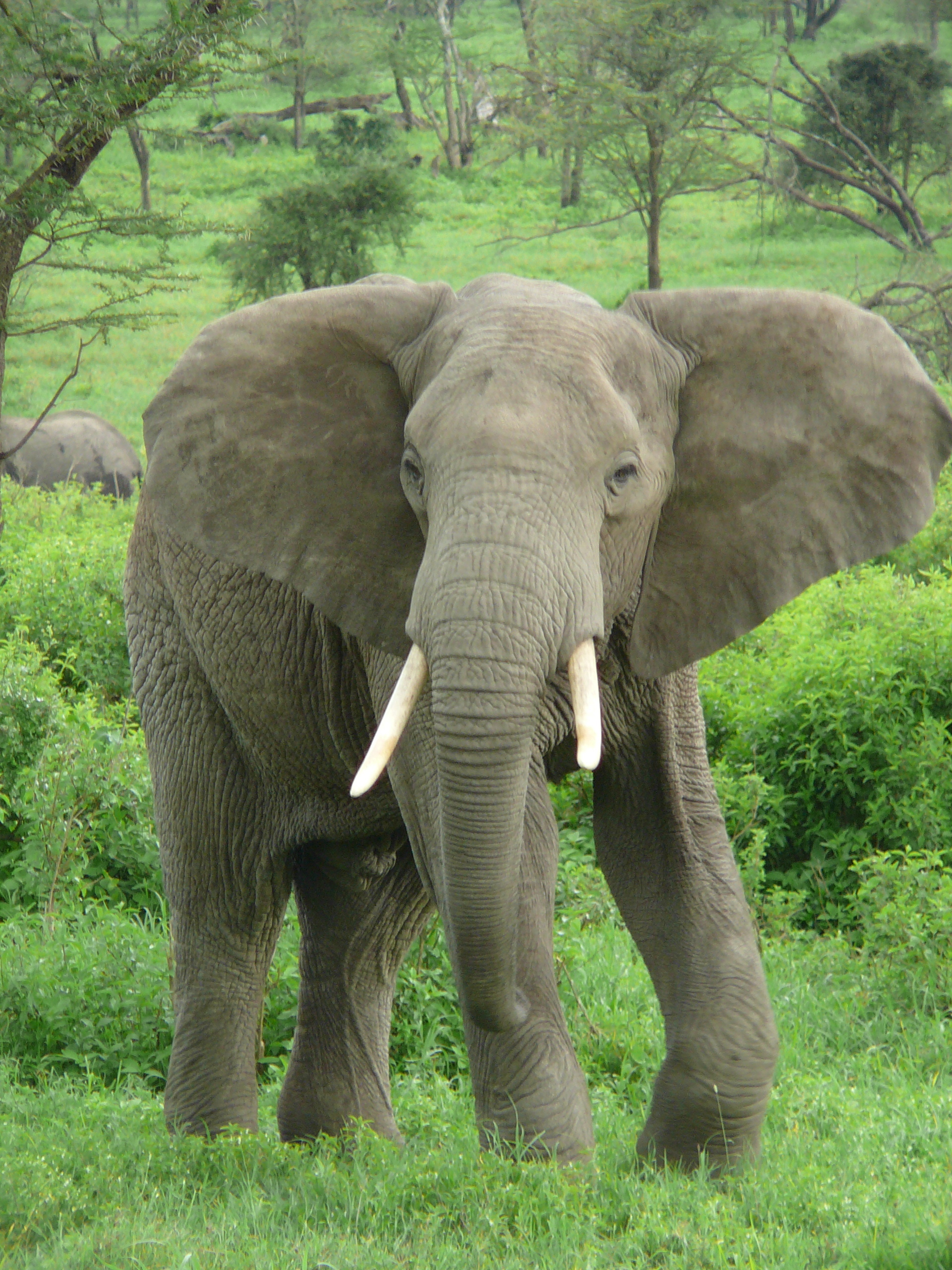
Macho de elefante africano

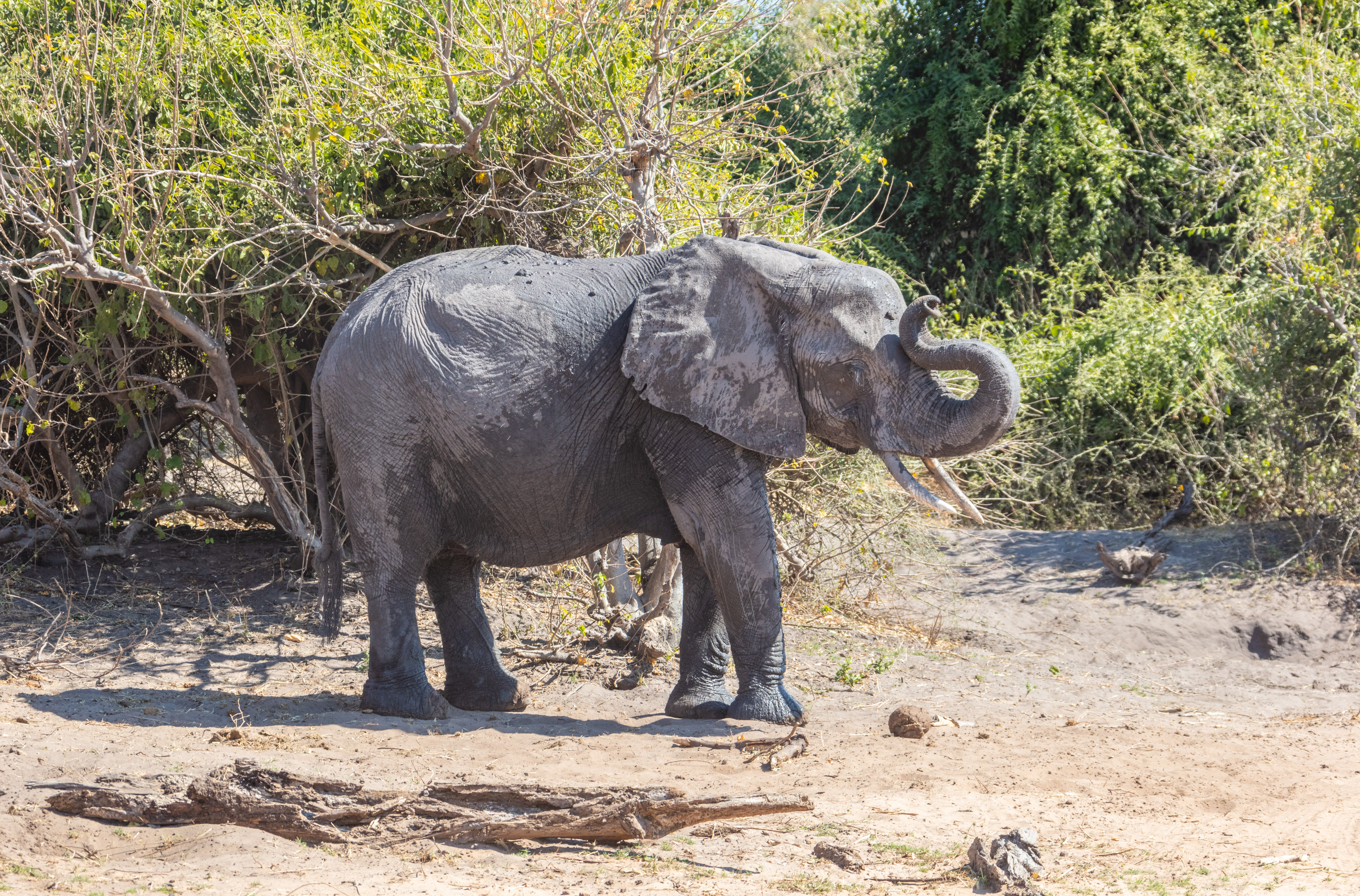
Cría de elefante

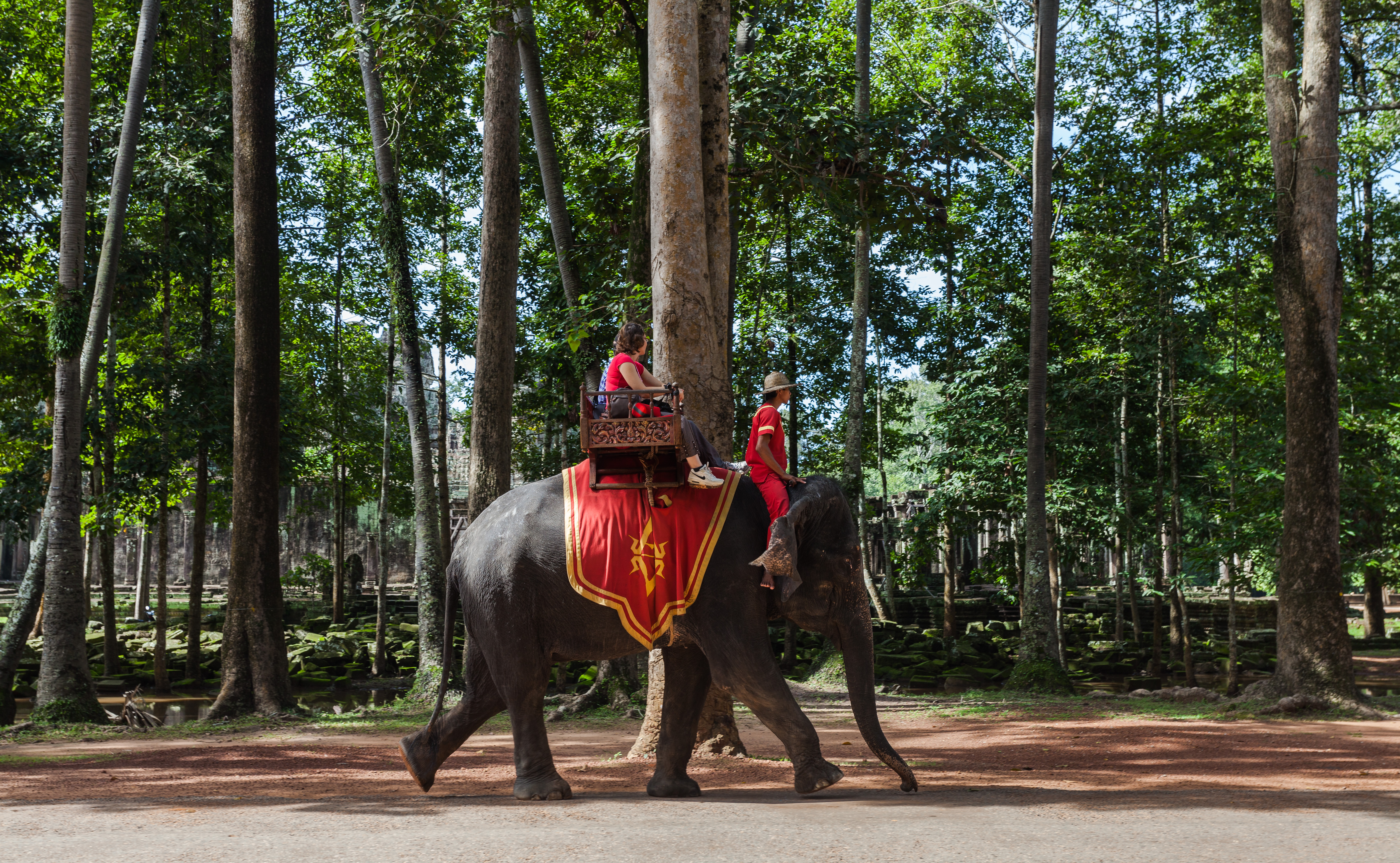
Elefante cautivo para transportar turistas

En general suele relacionarse al elefante con la buena memoria, y estudios realizados por la Universidad de Sussex en Kenia, dirigidos por la doctora Karen McComb, parecen confirmarlo. Estudiando las comunicaciones entre elefantes del parque nacional Amboseli, en Kenia, los investigadores llegaron a la conclusión de que estos animales eran capaces de reconocer la llamada de más de cien individuos diferentes[cita requerida]. Al parecer, estos sonidos, similares a un gruñido agudo, pueden servir para identificar a los demás individuos y formar parte de una red social relativamente compleja.
Otros estudios, dirigidos también por Karen McComb, confirmaron la capacidad de los elefantes de reconocer los restos de cadáveres de su misma especie, prestando especial atención a los correspondientes a miembros de su manada, que al parecer distinguen por su olor. Cuando se encuentran con estos restos parecen rendirles un particular homenaje póstumo, tocándolos con sus trompas y pezuñas. Sin embargo, ante huesos de otras especies su indiferencia es total.[cita requerida]
Mucha gente piensa que los elefantes tienen miedo a los ratones. En realidad, lo que ocurre es que los elefantes tienen una mala visión: sus ojos están a los lados de la cabeza, lo que hace que no puedan distinguir con claridad cualquier cosa pequeña que se mueva delante de ellos. Esto hace que no soporten las sorpresas o los movimientos bruscos y cuando se acerca un ratón se ponen nerviosos y un poco agresivos.[cita requerida]
Se cree que existen cementerios de elefantes, ya que se han encontrado restos de elefantes en una misma zona, muy cerca uno de otro, lo cual es un mito. Lo que sí ocurre es que antes de morir, los elefantes, por instinto, buscan el agua, por lo que muchos mueren cerca de ella y próximos unos de otros.[cita requerida]

## El elefante en la guerra

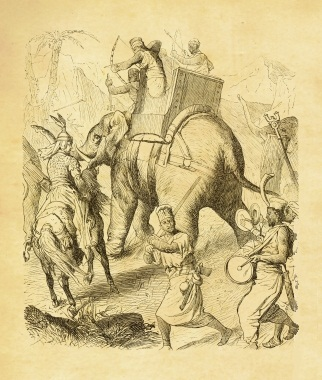
Elefante de guerra indio

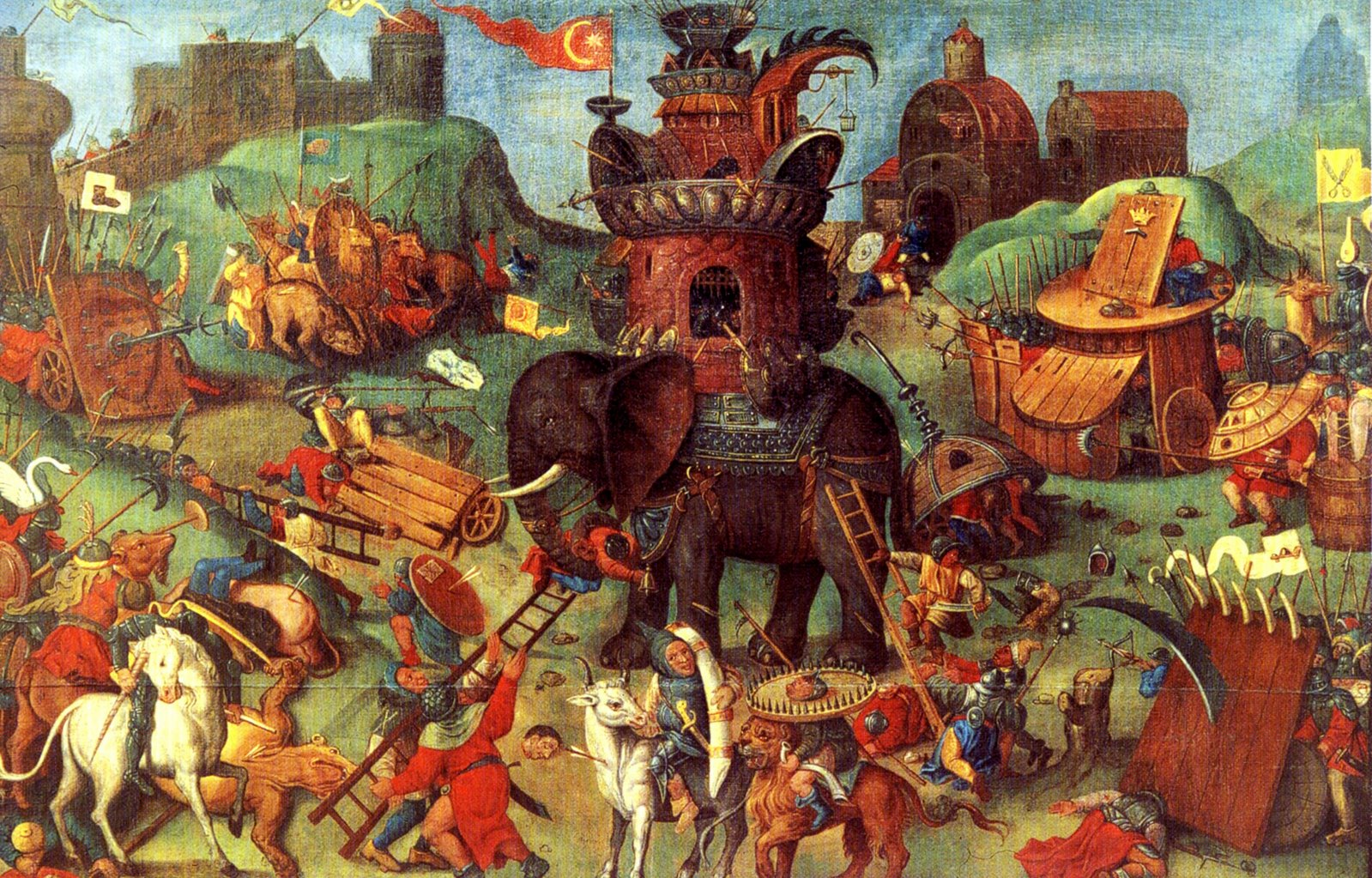
Esta pintura es, probablemente, una copia de un grabado de Alaert du Hamel, que es presumiblemente una copia de una obra perdida de Hieronymus Bosch.

La industria del hombre y el furor por hacer daño a sus enemigos hizo que emplease este enorme cuadrúpedo en la guerra, armándole de diferentes modos, entre ellos unos castilletes o torres de madera, desde donde cierto número de guerreros disparaban armas arrojadizas. Heliodoro fija el número de soldados que montaba la torre en seis. De todos modos, puede juzgarse el daño que haría esta especie de fortificación movible, pues además de las flechas y dardos que despedían sus defensores, el elefante hacía también uso de la trompa, puesto que según algunos historiadores, este animal se aficiona mucho a los ejercicios bélicos.
La primera vez que le vemos aparecer en escena en la historia militar es en la batalla de Arbela o Arbella (Siria) año de 331 a. C. en que Darío, rey de Persia, los presentó en número de 15 en el centro de su línea de batalla, contra Alejandro el Grande, el cual a pesar de esto, venció a su enemigo y le despojó del reino. El rey vencedor, como gran capitán, no dejó de aprovechar este elemento de guerra y los elefantes formaron en lo sucesivo parte de las falanges macedónicas. Heliano dice que los griegos organizaron militarmente el conjunto de elefantes de un ejército:
- la falange era el cuerpo principal, o sea 64 elefantes
- la calerarquia tenía 32
- la elefantarquia, 16
- la epitarquia, 4
- la tearquia, 2
- la zoarquia era un elefante solo, llevase o no la torre encima

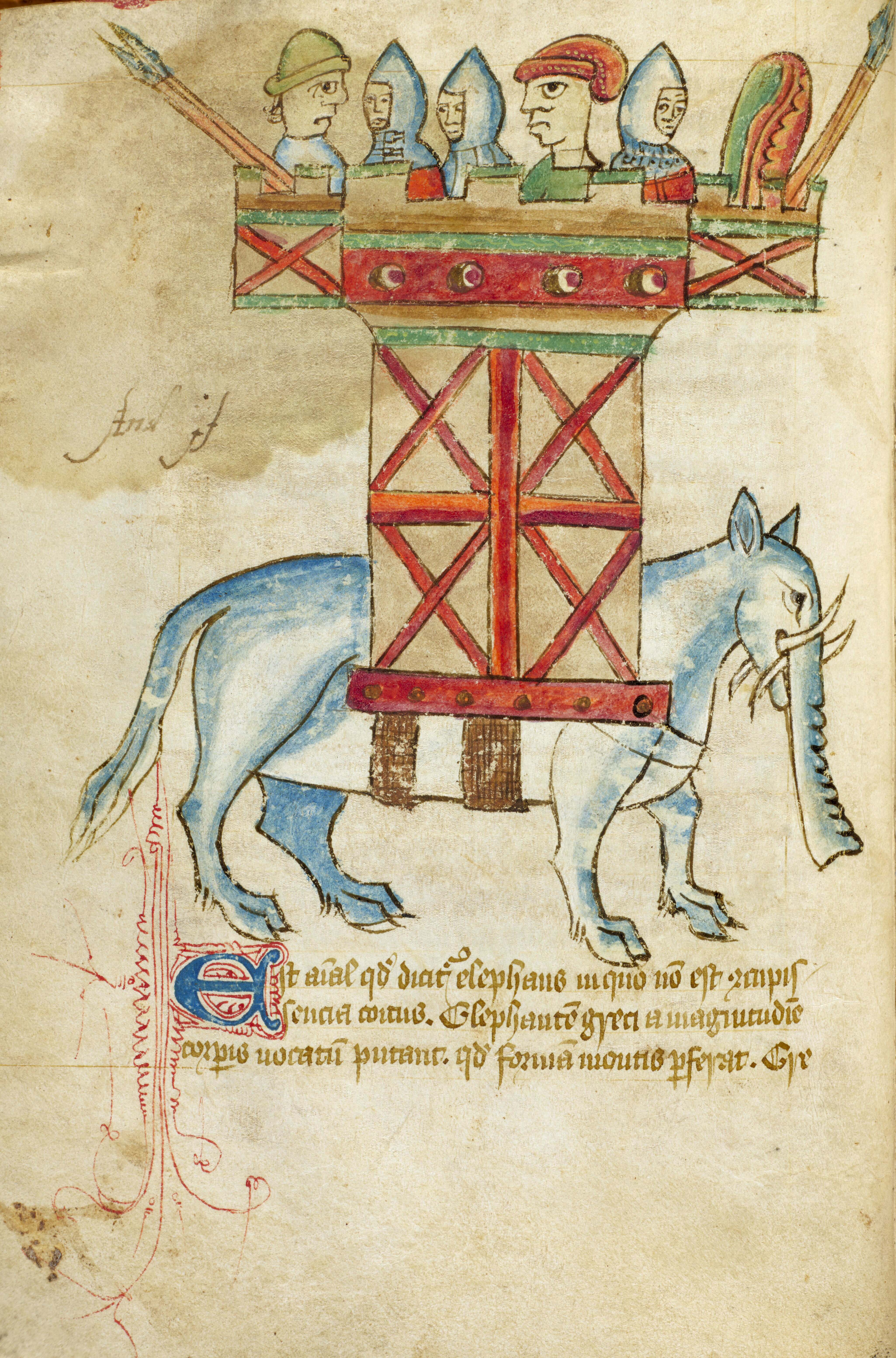
Elefante de guerra medieval

El caballero Armandi, coronel francés, es de opinión que la falange, al ser atacada, se formaba en cuadro sólido de modo que pudiera formar con facilidad de frente, y cuando atacaba iba en una sola fila. Pirro los hizo pasar a Italia y los romanos aprendieron de él y de Aníbal a utilizarlo en un día de batalla. Se sirvió de ellos por primera vez contra Filipo, y continuaron empleándolos en todas sus guerras durante 300 años, hasta los tiempos de César. Tanto se llegó a estimar al elefante, que se le cubría el cuerpo con planchas de hierro y el pecho con un peto, en medio del cual se fijaba una punta de acero. También llevaban estas puntas en las extremidades de los colmillos. En cambio, se inventaron corazas erizadas de púas aceradas para defender el cuerpo de los guerreros destinados a atacar a los elefantes para que estos se hiriesen al asirlos con la trompa.
El mejor modo de atacar al elefante era matar al cornell o conductor pues desorientado y sin guía marchaba a la ventura. No todos los elefantes tenían instinto guerrero y muchas veces, particularmente cuando eran nuevos, les espantaba el tumulto y confusión de los combates: los gritos y las heridas los irritaba y entonces, no encontrando lugar para la huida, porque se trataba de impedirla colocando un cuerpo de honderos a su espalda, embestían a las propias tropas, causando en ellas el destrozo que debía hacer en las enemigas. El conductor en este caso, no tenía otro remedio que clavarles en la cabeza un puñal muy afilado que llevaba al efecto y caían muertos en el instante. Este inconveniente, repetido con frecuencia, unido a las dificultades de su manutención, por la enorme cantidad de alimento que consumían, muchas veces imposible de proporcionar, hizo que se dejase de utilizar los elefantes como elemento de guerra.

## Taxonomía

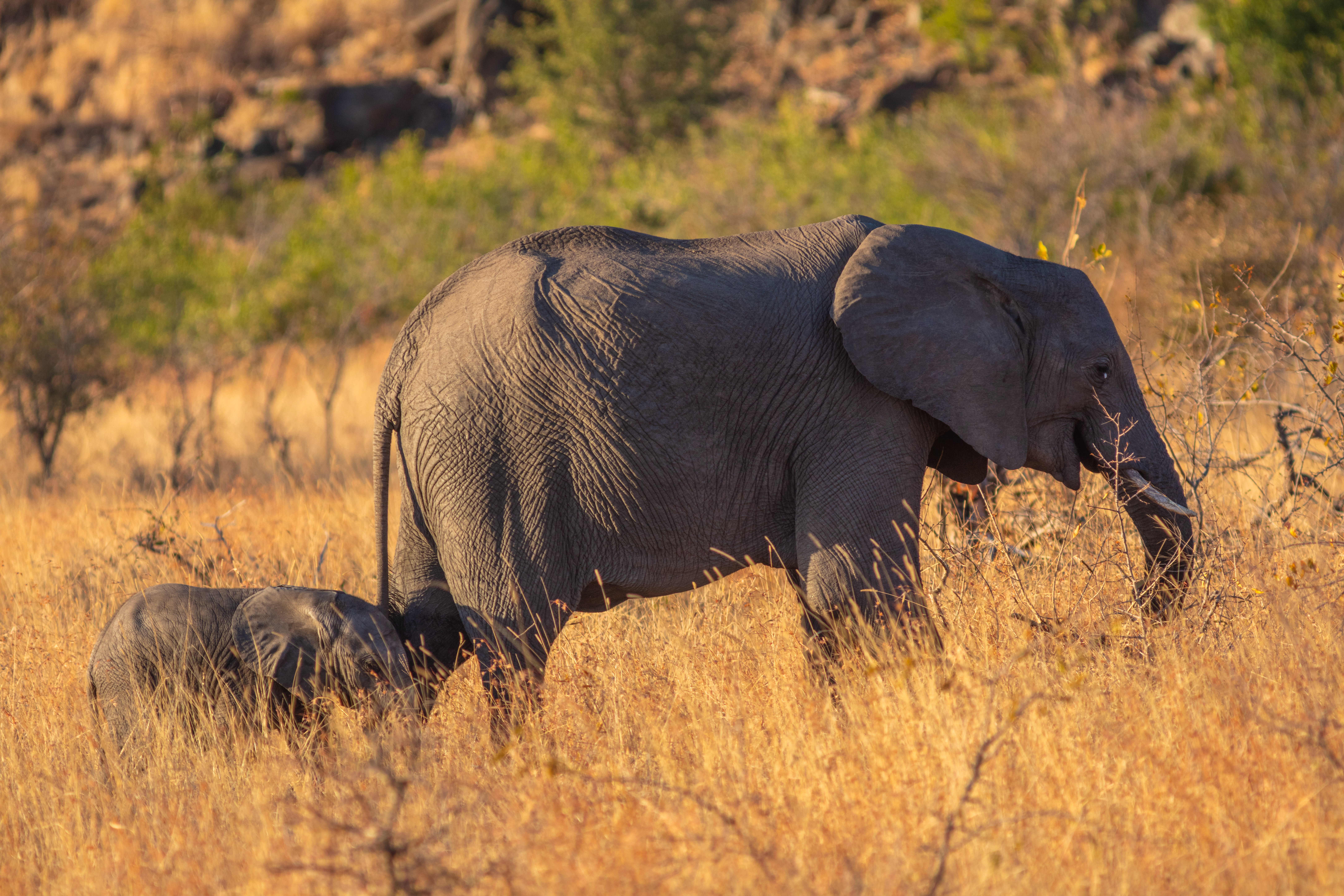
Hembra de elefantes africano de sabana (Loxodonta africana) con una cría, parque nacional Kruger, Sudáfrica

La familia Elephantidae se subdivide en dos subfamilias y ocho géneros:
- Géneros basales

Stegolophodon †
Stegotetrabelodon †
Stegodibelodon †
- Subfamilia Stegodontinae †

Stegodon †
- Subfamilia Elephantinae

Géneros basales
Primelephas †
Tribu Elephantini
Elephas
Mammuthus †
Tribu Loxodontini
Loxodonta
Los géneros Anancus†, Tetralophodon†, Stegomastodon† y Paratetralophodon† considerados antes como pertenecientes a esta familia son hoy clasificados en otros grupos.